# Anolis pseudotigrinus
Anolis pseudotigrinus este o specie de șopârle din genul Anolis, familia Polychrotidae, descrisă de Amaral 1933. Conform Catalogue of Life specia Anolis pseudotigrinus nu are subspecii cunoscute.